# Liechtensteinische Post
Liechtensteinische Post (officiële naam: Liechtensteinische Post AG) is een Liechtensteins postbedrijf sinds 2000.  Daarvoor, van 1 februari 1921 tot 31 december 1999 verzorgde Swiss Post de postdienst van Liechtenstein.